# Order of the Most Ancient Welwitschia Mirabilis
Der Order of the Most Ancient Welwitschia Mirabilis ist der höchste staatliche Orden Namibias. Er wird seit 1995 an namibische oder ausländische Staatsoberhäupter vergeben.
Er ist nach der Pflanze Welwitschia mirabilis benannt, die in der Namib heimisch ist.

## Ordnung
Der Orden hat zwei Stufen:
- Grand Collar
- Grand Commander

## Insignien

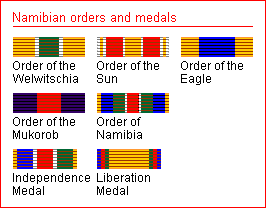
Namibische Orden und Medaillen

Das Abzeichen des Ordens hat die Form einer goldenen Sonne, die aus Strahlen besteht. In der Mitte befindet sich ein rundes Medaillon. Das Abzeichen ist mit einem einfachen Ring am Band oder an der Kette befestigt.
Der Ordensstern ähnelt dem Ordensabzeichen, ist jedoch größer.
Die Kette besteht aus Gold und hat 14 Glieder, die durch eine Doppelkette verbunden sind. Das zentrale Element ist das farbenfrohe emaillierte Wappen Namibias. Die anderen Glieder haben die Form einer Sonne mit einem farbenfrohen emaillierten Medaillon in der Mitte.
Das Band besteht aus drei Streifen in Gelb, Grün und Gelb, die durch schmale weiße Streifen voneinander getrennt sind.

## Bekannte Träger

### Grand Collar
- Sam Nujoma (1929–2025), Präsident von Namibia (ab 1990)
- Hage Geingob (1941–2024), Präsident von Namibia (ab 2015)
- Nangolo Mbumba (* 1941), Präsident von Namibia (ab 2024)[2]
- Netumbo Nandi-Ndaitwah (* 1952), Präsidentin von Namibia (ab 2025)

### Grand Commander
- Quett Masire (1925–2017), Präsident von Botswana (1995)
- Kim Jong Il (1941–2011), Diktator von Nord Korea (2002)[3]
- Fidel Castro (1926 oder 1927–2016), erster Sekretär des Zentralkomitees der Kommunistischen Partei Kubas (2008)[4]
- Agostinho Neto (1922–1979), Präsident von Angola (2010)[5]
- Julius Nyerere (1922–1999), Präsident von Tansania (2010)[6]
- Goodluck Jonathan (* 1957), Präsident von Nigeria (2010–2015)
- Ellen Johnson Sirleaf (* 1938), Präsident von Liberia (2018)
- João Lourenço (* 1954), Präsident von Angola (2018)
- Alpha Condé (* 1938), Preäsident von Guinea (2019)[7]
- Uhuru Kenyatta (* 1961), Präsident von Kenia (2019)[8]
- Miguel Díaz-Canel (* 1960), Präsident von Kuba (2023)[9]
- Narendra Modi (* 1950), Premierminister von Indien (2025)[10]